# Yamaha Motor Racing
Yamaha Motor Racing або Yamaha Factory Racing — офіційна заводська команда Yamaha Motor Company, створена для участі компанії у змаганнях з мотоспорту, насамперед у чемпіонаті світу з шосейно-кільцевих мотогонок MotoGP (з 1999 року), а також у R-серії (з 1998 року), MX1-GP та MX2-GP (серії чемпіонату світу Гран-Прі з мотокросу), ралі Дакар та деяких інших змаганнях. Спочатку команда базувалася у Нідерландах, з 2005 року переїхала до Італії.

## MotoGP
Команда була заснована в 1999 році, після виходу на пенсію Вейна Рейні, який керував командою, підтримуваною заводом, в класі 500cc попередні два роки. Нова компанія — «Yamaha Motor Racing» — була створена в Нідерландах.
У 2005 році «Yamaha Motor Racing» завершила переїзд з Нідерландів до Італії з метою створення єдиного європейського центру Yamaha для зміцнення і централізації управління командою у MotoGP. Хоча відповідальність за технічні аспекти MotoGP залишається переважно на відділі розвитку Yamaha у Японії, частина японського інженерно-технічного персоналу переїхала до Європи.
Команда базується у Лезмо, недалеко від Монци; тут також розташовано центр логістики та відділ розробки секторів управління двигуном. Цей об'єкт був побудований у 2008 році, створюючи команді чудову нову штаб-квартиру з усіма технічними, матеріально-технічними, управлінськими і комунікаційними департаментами під одним дахом.
Шігето Кітагава є президентом «Yamaha Motor Racing», Лін Джарвіс є керуючим директором.
5 березня 2014 року стало відомо про підписання спонсорського 5-річного контракту між «Yamaha Factory Racing» та іспанським телекомунікаційним брендом «Movistar» (власність телекомунікаційного гіганта «Telefonica») для участі у MotoGP. Команда змінила назву на «Movistar Yamaha MotoGP». Сума угоди становила 4,5 млн. € (приблизно 6 млн. $).
2 липня 2014 року було офіційно повідомлення про продовження контракту із Валентіно Россі для виступів у MotoGP ще на два роки, до закінчення сезону 2016 року.
Початок сезону 2015 став для «Yamaha» найуспішнішим в історії її виступів у MotoGP — у перших восьми гонках гонщики команди завоювали сім перемог (4 на рахунку Хорхе Лоренсо та 3 у Валентіно Россі), причому шість з них були здобуті поспіль, що стало для команди вперше. Після чотирнадцятого Гран-Прі сезону, в Арагоні, команда достроково виграла чемпіонат в заліку команд, вперше з 2010 року, перервавши 4-річну серію домінування «Repsol Honda», а за підсумками сезону її гонщики зайняли два перших місця особистого заліку.

### Статистика сезонів
| Сезон | Клас   | Назва команди            | Мотоцикл      | №  | Гонщик           | Гонки | Пер | Под | ПП | НК | ОГ     | МГ | Очки | Місце |
| ----- | ------ | ------------------------ | ------------- | -- | ---------------- | ----- | --- | --- | -- | -- | ------ | -- | ---- | ----- |
| 2001  | 500cc  | Marlboro Yamaha Team     | Yamaha YZR500 | 3  | Макс Бьяджі      | 16    | 3   | 9   | 7  | 2  | 219    | 2  | —    | —     |
| 2001  | 500cc  | Marlboro Yamaha Team     | Yamaha YZR500 | 7  | Карлос Чека      | 15    | 0   | 3   | 0  | 0  | 137    | 6  | —    | —     |
| 2002  | MotoGP | Marlboro Yamaha Team     | Yamaha YZR-M1 | 3  | Макс Бьяджі      | 16    | 2   | 8   | 4  | 1  | 215    | 2  | 356  | 2     |
| 2002  | MotoGP | Marlboro Yamaha Team     | Yamaha YZR-M1 | 7  | Карлос Чека      | 16    | 0   | 4   | 1  | 1  | 141    | 5  | 356  | 2     |
| 2003  | MotoGP | Fortuna Yamaha Team      | Yamaha YZR-M1 | 7  | Карлос Чека      | 16    | 0   | 0   | 0  | 0  | 123    | 7  | 188  | 5     |
| 2003  | MotoGP | Fortuna Yamaha Team      | Yamaha YZR-M1 | 33 | Марко Меландрі   | 13    | 0   | 0   | 0  | 0  | 45     | 15 | 188  | 5     |
| 2003  | MotoGP | Fortuna Yamaha Team      | Yamaha YZR-M1 | 17 | Норіфумі Абе     | 3(5)  | 0   | 0   | 0  | 0  | 20(31) | 16 | 188  | 5     |
| 2004  | MotoGP | Gauloises Fortuna Yamaha | Yamaha YZR-M1 | 46 | Валентіно Россі  | 16    | 9   | 11  | 5  | 3  | 304    | 1  | 421  | 1     |
| 2004  | MotoGP | Gauloises Fortuna Yamaha | Yamaha YZR-M1 | 7  | Карлос Чека      | 16    | 0   | 1   | 1  | 0  | 117    | 7  | 421  | 1     |
| 2005  | MotoGP | Yamaha Factory Racing    | Yamaha YZR-M1 | 46 | Валентіно Россі  | 17    | 11  | 16  | 5  | 6  | 367    | 1  | 546  | 1     |
| 2005  | MotoGP | Yamaha Factory Racing    | Yamaha YZR-M1 | 5  | Колін Едвардс    | 17    | 0   | 3   | 0  | 1  | 179    | 4  | 546  | 1     |
| 2006  | MotoGP | Camel Yamaha Team        | Yamaha YZR-M1 | 46 | Валентіно Россі  | 17    | 5   | 10  | 5  | 4  | 247    | 2  | 371  | 2     |
| 2006  | MotoGP | Camel Yamaha Team        | Yamaha YZR-M1 | 5  | Колін Едвардс    | 17    | 0   | 1   | 0  | 0  | 124    | 7  | 371  | 2     |
| 2007  | MotoGP | Fiat Yamaha Team         | Yamaha YZR-M1 | 46 | Валентіно Россі  | 18    | 4   | 8   | 4  | 3  | 241    | 3  | 365  | 4     |
| 2007  | MotoGP | Fiat Yamaha Team         | Yamaha YZR-M1 | 5  | Колін Едвардс    | 18    | 0   | 2   | 2  | 0  | 124    | 9  | 365  | 4     |
| 2008  | MotoGP | Fiat Yamaha Team         | Yamaha YZR-M1 | 46 | Валентіно Россі  | 18    | 9   | 16  | 2  | 5  | 373    | 1  | 563  | 1     |
| 2008  | MotoGP | Fiat Yamaha Team         | Yamaha YZR-M1 | 99 | Хорхе Лоренсо    | 17    | 1   | 6   | 4  | 1  | 190    | 4  | 563  | 1     |
| 2009  | MotoGP | Fiat Yamaha Team         | Yamaha YZR-M1 | 46 | Валентіно Россі  | 17    | 6   | 13  | 7  | 6  | 306    | 1  | 567  | 1     |
| 2009  | MotoGP | Fiat Yamaha Team         | Yamaha YZR-M1 | 99 | Хорхе Лоренсо    | 17    | 4   | 12  | 5  | 4  | 261    | 2  | 567  | 1     |
| 2010  | MotoGP | Fiat Yamaha Team         | Yamaha YZR-M1 | 99 | Хорхе Лоренсо    | 18    | 9   | 16  | 7  | 4  | 383    | 1  | 617  | 1     |
| 2010  | MotoGP | Fiat Yamaha Team         | Yamaha YZR-M1 | 46 | Валентіно Россі  | 14    | 2   | 10  | 1  | 2  | 233    | 3  | 617  | 1     |
| 2010  | MotoGP | Fiat Yamaha Team         | Yamaha YZR-M1 | 8  | Ватару Йошікава  | 1     | 0   | 0   | 0  | 0  | 1      | 22 | 617  | 1     |
| 2011  | MotoGP | Yamaha Factory Racing    | Yamaha YZR-M1 | 99 | Хорхе Лоренсо    | 15    | 3   | 10  | 2  | 2  | 260    | 2  | 446  | 2     |
| 2011  | MotoGP | Yamaha Factory Racing    | Yamaha YZR-M1 | 11 | Бен Спіс         | 16    | 1   | 4   | 0  | 1  | 176    | 5  | 446  | 2     |
| 2011  | MotoGP | Yamaha Factory Racing    | Yamaha YZR-M1 | 89 | Кацуюкі Накасуга | 1     | 0   | 0   | 0  | 0  | 10     | 18 | 446  | 2     |
| 2012  | MotoGP | Yamaha Factory Racing    | Yamaha YZR-M1 | 99 | Хорхе Лоренсо    | 18    | 6   | 16  | 7  | 5  | 350    | 1  | 458  | 2     |
| 2012  | MotoGP | Yamaha Factory Racing    | Yamaha YZR-M1 | 11 | Бен Спіс         | 16    | 0   | 0   | 0  | 0  | 88     | 10 | 458  | 2     |
| 2012  | MotoGP | Yamaha Factory Racing    | Yamaha YZR-M1 | 21 | Кацуюкі Накасуга | 1(2)  | 0   | 0   | 0  | 0  | 20(27) | 18 | 458  | 2     |
| 2013  | MotoGP | Yamaha Factory Racing    | Yamaha YZR-M1 | 99 | Хорхе Лоренсо    | 17    | 8   | 14  | 4  | 2  | 330    | 2  | 567  | 2     |
| 2013  | MotoGP | Yamaha Factory Racing    | Yamaha YZR-M1 | 46 | Валентіно Россі  | 18    | 1   | 6   | 0  | 1  | 237    | 4  | 567  | 2     |
| 2014  | MotoGP | Movistar Yamaha MotoGP   | Yamaha YZR-M1 | 46 | Валентіно Россі  | 18    | 2   | 13  | 1  | 1  | 295    | 2  | 558  | 2     |
| 2014  | MotoGP | Movistar Yamaha MotoGP   | Yamaha YZR-M1 | 99 | Хорхе Лоренсо    | 18    | 2   | 11  | 1  | 2  | 263    | 3  | 558  | 2     |
| 2015  | MotoGP | Movistar Yamaha MotoGP   | Yamaha YZR-M1 | 99 | Хорхе Лоренсо    | 18    | 7   | 12  | 5  | 6  | 330    | 1  | 655  | 1     |
| 2015  | MotoGP | Movistar Yamaha MotoGP   | Yamaha YZR-M1 | 46 | Валентіно Россі  | 18    | 4   | 15  | 1  | 4  | 325    | 2  | 655  | 1     |

Примітки: Результати у дужках відображають виступи гонщиків протягом сезону в цілому з врахуванням їх виступів у складі інших команд.

## Superbike
З 2005 по 2011 роки «Yamaha Motor Racing» брала участь у змаганнях серії WSBK, надаючи офіційну підтримку команді «Yamaha Motor Italia WSB». У 2007 році здобула кубок конструкторів завдяки вдалим виступам Норіюкі Хага та Троя Корсера, які на двох здобули 6 перемог та 24 подіуми у сезоні.
У 2009 році американський новобранець команди Бен Спіс на мотоциклі Yamaha YZF-R1 виграв чемпіонат світу, здобувши найбільшу кількість перемог і Superpole-ів.

## Supersport
У 2007 «Yamaha Motor Racing» тріумфувала у заліку виробників.
У сезоні 2009 британець Кел Кратчлоу виграв чемпіонат світу.
У 2011 році Чаз Девіс став чемпіоном світу серії Supersport, виступаючи на мотоциклі Yamaha YZF-R6, в «Yamaha Motor Racing» тріумфувала в заліку виробників.
У сезоні 2013 Сем Лоус повторив цей успіх, принісши також команді кубок конструкторів.

## Мотокрос
У 2005 році «Yamaha Motor Racing» тріумфувала в мотокросі, вигравши чемпіонат світу в класі MX1 і МХ2 з гонщиками Стефаном Евертсом і Антоніо Кайролі відповідно. В наступному сезоні Евертс повторив свій успіх, виступаючи на мотоциклі Yamaha YZ450FM.
У 2007 році Кайролі вдруге тріумфував у класі МХ2, виступаючи на Yamaha YZ250F.
У 2008 році Девід Філіппаертс виграв чемпіонат серії MX1, виступаючи на Yamaha YZ450FM, а в наступному році чемпіоном цієї серії став Кайролі.
У 2012—2014 роках К'яра Фонтанезі вигравала чемпіонат світу з мотокросу серед жінок, виступаючи на мотоциклі Yamaha YZ250F.

## Ендуро
Непоганих результатів вдалось досягти також і у ендуро, де у 2004 році гонщик команди Стефан Мерріман виграв чемпіонат світу в класі E1, а в наступному сезоні зайняв друге місце. У 2008-му серію Enduro2 виграв Джонні Аубер, виступаючи на Yamaha WR450F.

## ралі Дакар
Yamaha Motor Racing представлена також у найпрестижніших змаганнях з ралі-рейду Ралі Дакар. У 2015 році вона була представлена гонщиками Алессандро Боттурі, Олівером Пейном та Міхаелем Метжем, які виступали на мотоциклі Yamaha WR450F Rally.